# 拖网捕鱼
拖网捕鱼是渔船捕鱼的一种方法。这种捕鱼工具被用于捞取扇贝、牡蛎和其他蛤类，同时也可以用于采集海洋中海底沉积物样本。

## 结构
拖网捕鱼使用一个很重的捞取工具，由钢铁框架制作，框架的前端有一根链条网丝（又称拖曳缆绳），用于拖曳，还有一个底栖拖网。框架可以安装一根棒子在尾部。

## 影響
部分拖網方式，例如底拖網，對環境影響很大，某些地區例如香港已立法禁止。